# 만주영화협회

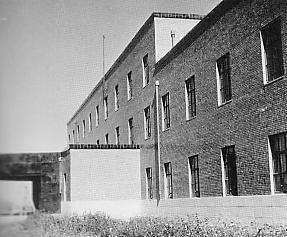
만주영화협회

만주영화협회(滿洲映畵協會)는 만주국의 국책영화회사로 약칭은 '만영(滿映)'이다. 1937년 설립되었고, 자본금은 500만엔(円)이었다(만주국의 남만주철도가 50%를 출자함). 간판스타는 이향란이다. 만영은 영화의 제작뿐만이 아니라, 배급·영사 업무도 행해, 각지에서 영화관의 설립, 순회 영사 등도 가졌다. 배급 지역은 만주국내 및 일본 조계이다. 중화민국의 배급 회사는 중화전영(中華電影)과의 합동 영화를 제외하고는 만영의 영화를 취급하지 않았다.

## 같이 보기
- 이향란
- 모리시게 히사야